# Allanblackia marienii
Allanblackia marienii är en tvåhjärtbladig växtart som beskrevs av Pierre Staner. Allanblackia marienii ingår i släktet Allanblackia och familjen Clusiaceae. Inga underarter finns listade i Catalogue of Life.